# 오버우어젤
오버우어젤(독일어: oberursel)은 헤센주에 있는 인구 약 43,700명의 바트홈부르크포어데어회에 부근 도시이다. 국제학교로 유명하며 재독 한인들이 많이 살고 있다.

## 같이 보기
- 니더우어젤
- 바트홈부르크포어데어회에